# Autoportret reportera
Autoportret reportera – zbiór fragmentów wywiadów i wypowiedzi Ryszarda Kapuścińskiego, poświęconych pracy reporterskiej, podróżom, metodzie tworzenia, a także funkcji i odpowiedzialności mediów. Lektura książki przedstawia Kapuścińskiego jako człowieka, podróżnika, artystę, przenikliwego komentatora otaczającego nas świata. Wyboru fragmentów rozmów dokonała Krystyna Strączek.
Pierwsze wydanie, o nakładzie 40 000 egzemplarzy, ukazało się w roku 2003. Wydawcą książki jest Znak - ISBN 83-240-0347-9.